# ژنرال در هزارتوی خود
ژنرال در هزارتوی خود (به اسپانیایی :El general en su laberinto) رمانی است از نویسنده کلمبیایی برنده جایزه نوبل ادبیات، گابریل گارسیا مارکز که اساس کتاب شرح حالی از واپسین روزهای زندگی رهبر و آزادی‌خواه کلمبیای بزرگ، سیمون بولیوار است. نخستین چاپ این کتاب در سال ۱۹۸۹ میلادی به زبان اسپانیایی منتشر شد. آثار و مدارک تاریخی کتاب بر اساس واپسین سفر بولیوار از بوگوتا به نوار ساحلی کلمبیا به قصد سفر به اروپا است. با توجه به شواهد تاریخی، مارکز در این کتاب تصویری جالب از ناامیدی، بیماری و مرگی که به ناچار بر عشق بولیوار به سلامتی و زندگی چیره می‌شود را به نمایش گذاشته است.
هر چند که بسیاری از منتقدان ساکن آمریکای لاتین اذعان کرده‌اند که این کتاب ضربه بزرگی به وجه یکی از سرشناس‌ترین و نمادین‌ترن افراد این قاره وارد کرده‌است. آنها عمده مطالب این کتاب را خلاف واقع دانسته و این کتاب را تنها به زندگی سیمون بولیوار از دیدگاه مارکز تشبیه کرده‌اند، هر چند که برخی دیگر از منتقدان ادبی این قاره این کتاب را به مثابه آهنگی نوید بخش تشبیه کرده‌اند که در راستای ارتقای فرهنگ این قاره و به چالش کشیدن مشکلات سیاسی و فرهنگی در این منطقه جغرافیایی کمک شایان توجه‌ای کرده‌است. منتقدان موافق این کتاب عقیده دارند که مارکز دریا را در متن این کتاب به عنوان نمادی برای زندگی نوین و جهانی نو در منطقه آمریکای جنوبی به کار برده است و سیمون بولیوار (که در این کتاب نمادی از خودکامگان منطقه به شمار می‌آید) برای ترک کلمبیا هر چه بیشتر به دریا، نزدیک‌تر می‌شود، شانسش برای زندگی کمتر و یاس و ناامیدی بیشتری در برابر خود می‌بیند.

این کتاب تا کنون به ۲۱ زبان ترجمه شده‌است که متن این کتاب از روی نسخه انگلیسی آن در سال ۱۳۷۰ خورشیدی توسط هوشنگ اسدی (انتشارات مهناز) به فارسی ترجمه و منتشر شد.